# André Ooijer
André Antonius Maria Ooijer, född 11 juli 1974 i Amsterdam, Nederländerna, är en före detta professionell fotbollsspelare som spelade som försvarare. 

## Karriär
André Ooijer inledde sin karriär som ungdomsproffs hos AFC Ajax och gick senare som senior 1994 över till FC Volendam, som han representerade en säsong. Han värvades sedan av Roda JC där han spelade under två säsonger för att sedan värvas av PSV Eindhoven 1997. Där spelade Ooijer under nio säsonger och var med och vann 5 titlar i Eredivise (Holländska ligan). Han spelade sedan tre säsonger för Blackburn Rovers i Premier League och återvände till PSV Eindhoven igen 2009. Sedan 2010 är han utan klubb.

## Landslaget
André Ooijer har funnits med i Nederländernas VM-trupp vid tre tillfällen 1998, 2006 och 2010. Han fanns även med i truppen till EM 2008. Totalt har han spelat 55 landskamper för Nederländerna.

## Meriter
- Holländsk mästare 2000, 2001, 2003, 2005, 2006
- VM-silver 2010